# Naika Foroutan

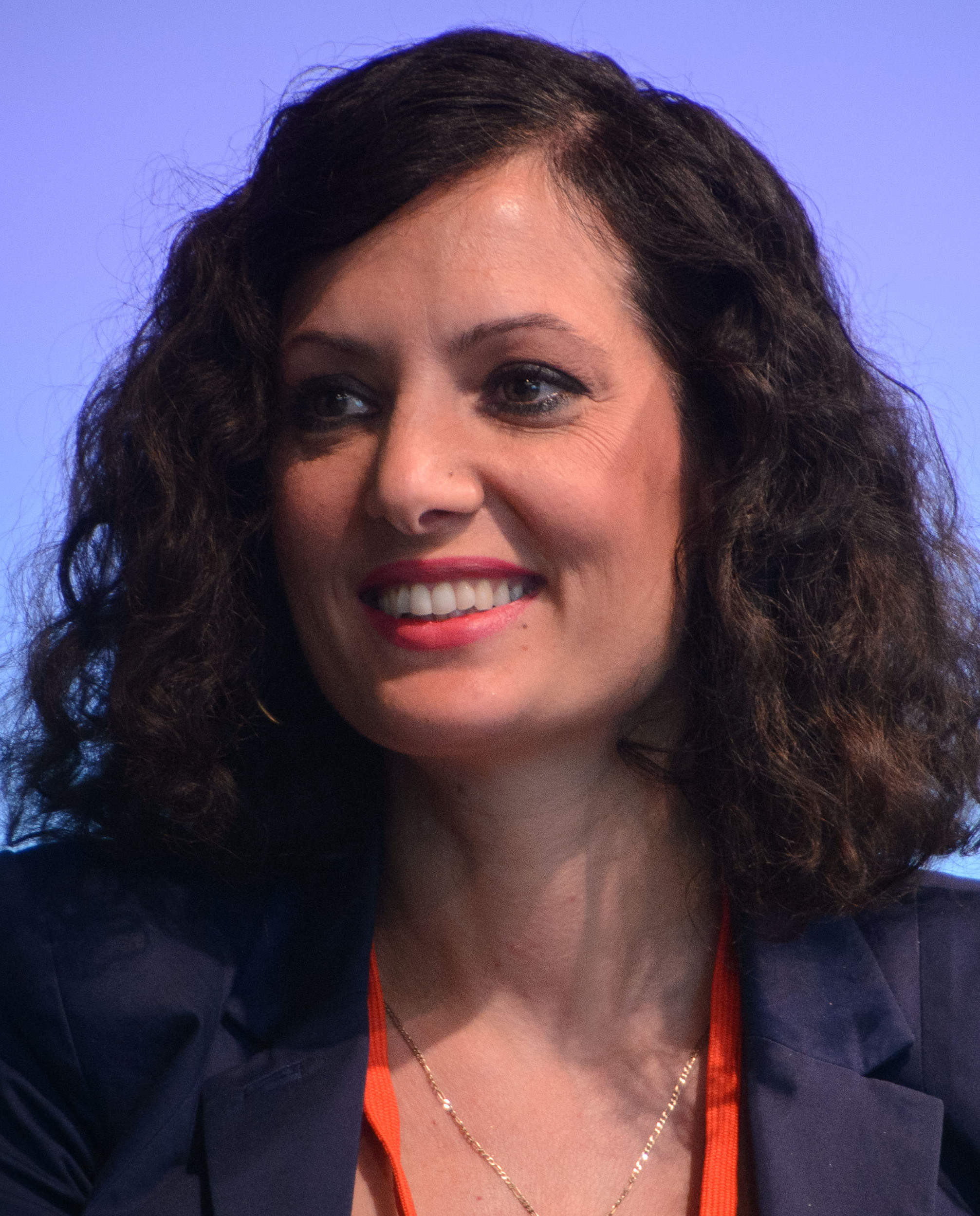
Naika Foroutan (2014)

Naika Foroutan (persisch نایکا فروتن; * 24. Dezember 1971 in Boppard, Rheinland-Pfalz) ist eine deutsche Politik- und Sozialwissenschaftlerin. Sie war von 2018 bis 2023 Leiterin des Berliner Instituts für empirische Integrations- und Migrationsforschung (an der Humboldt-Universität zu Berlin) und leitet seit der Gründung die Abteilung Integrationsforschung und Gesellschaftspolitik des Berliner Instituts für empirische Integrations- und Migrationsforschung. Seit 2017 Leiterin des Deutschen Zentrums für Integrations- und Migrationsforschung (DeZIM).

## Leben
Naika Foroutan ist Tochter einer deutschen Mutter und eines iranischen Vaters. Sie ist Schwester der Schauspielerin Melika Foroutan. Ihr Vater Bahman Foroutan ist Fußballtrainer. Er war unter anderem von 2010 bis 2014 Trainer verschiedener Berliner Amateurvereine. Naika Foroutan lebte 11 Jahre lang in Teheran und verließ die Islamische Republik Iran 1983 zusammen mit ihrer Familie. An der Universität zu Köln studierte Foroutan Politikwissenschaften, Romanistik und Islamwissenschaft. In den Jahren 2000 bis 2004 promovierte sie an der Georg-August-Universität Göttingen bei Bassam Tibi im Themenbereich „Inter-zivilisatorische Kulturdialoge zwischen dem Westen und der islamischen Welt“; in der Folge war sie dort als Lehrbeauftragte im Fachbereich Internationale Beziehungen tätig. Zwischen 2006 und 2009 lehrte Foroutan an der Arbeitsstelle Politik des Vorderen Orients am Otto-Suhr-Institut der Freien Universität Berlin, um 2009 an das Institut für Sozialwissenschaften der Humboldt-Universität zu Berlin zu wechseln. Von 2008 bis 2013 leitete sie zusammen mit ihrer Kollegin Isabel Schäfer das Forschungsprojekt „Hybride europäisch-muslimische Identitätsmodelle (HEYMAT)“. Das HEYMAT-Projekt wurde 2013 von der VolkswagenStiftung bis zum Jahr 2015 verlängert. Seit der Verlängerung leitete Naika Foroutan das HEYMAT-Projekt eigenständig. Das HEYMAT-Projekt wurde Ende Juni 2015 abgeschlossen.

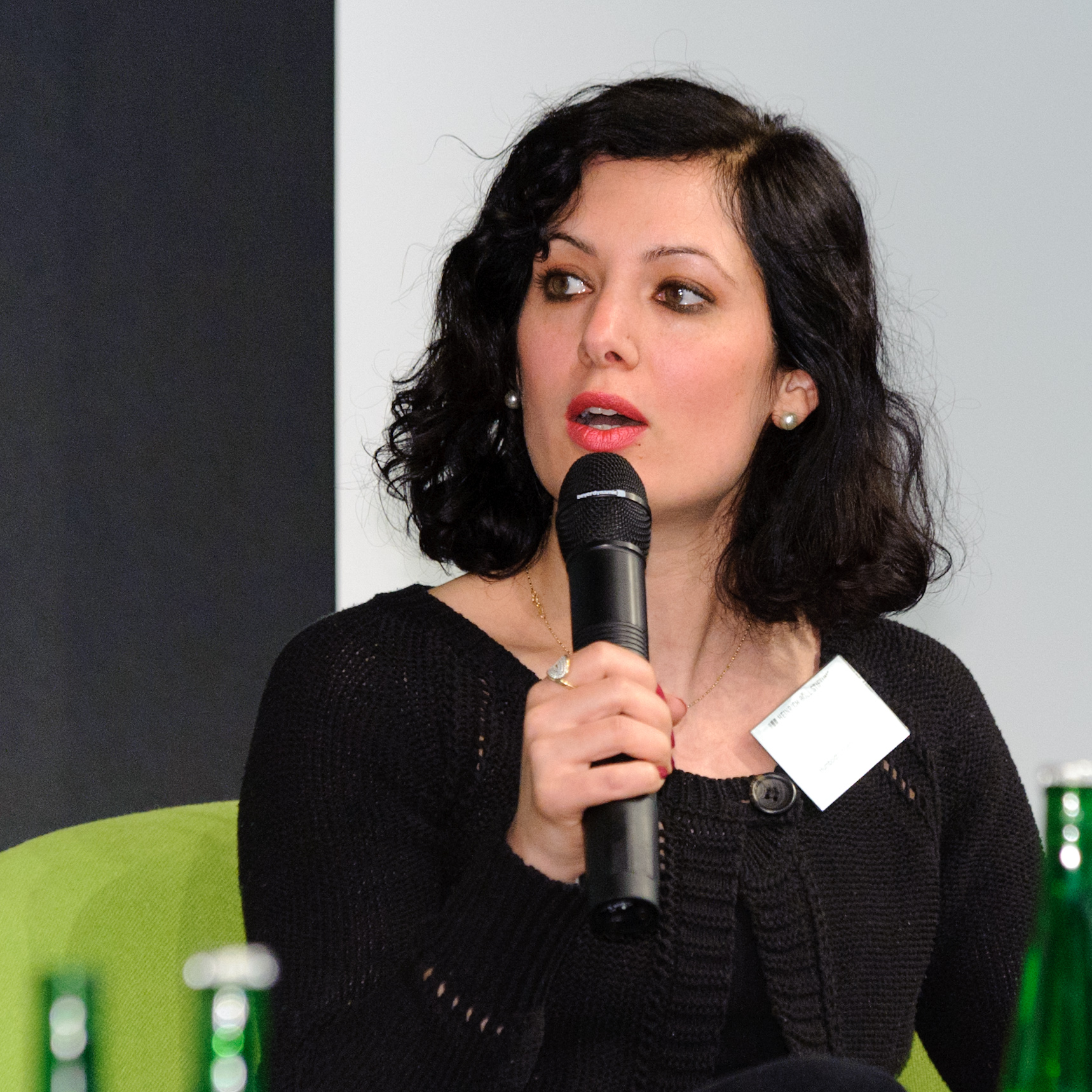
Naika Foroutan (2011)

Weiterhin organisierte Foroutan für die Humboldt-Universität zu Berlin in Kooperation mit der Stiftung Mercator die „Junge Islam Konferenz – Berlin 2011“. Im Jahr 2012 fand eine weitere „Junge Islam Konferenz“ unter ihrer Leitung statt. Im Verlauf der Konferenz wurde bekannt gegeben, dass die „Junge Islam Konferenz“ und ein korrespondierendes Forschungsprojekt „Junge islambezogene Themen in Deutschland“ (JUNITED) unter Foroutans Federführung bis zum Jahr 2016 mit zwei Millionen Euro durch die Stiftung Mercator gefördert werden. Seit 2012 ist sie Co-Leiterin des Forschungsprojekts „Concepts for the Development of Intelligence, Security and Prevention“ (CODISP), gefördert durch das Bundesministerium für Bildung und Forschung.
Von April 2014 bis Mai 2018 war Foroutan stellvertretende Direktorin des Berliner Instituts für empirische Integrations- und Migrationsforschung und leitet den Arbeitsbereich „Integrationsforschung und Gesellschaftspolitik“. Im Juni 2015 wurde sie zur W2-Professorin für „Integrationsforschung und Gesellschaftspolitik“ durch die Humboldt-Universität zu Berlin berufen. 2020 wurde sie von der Humboldt-Universität zu Berlin zu einer W3-Professur „Integrationsforschung und Gesellschaftspolitik“ auf Lebenszeit berufen. Von Mai 2018 bis 2023 war sie Direktorin des Berliner Instituts für empirische Integrations- und Migrationsforschung. Sie leitet weiterhin die Abteilung "Integrationsforschung und Gesellschaftspolitik" am BIM. Seit 2017 ist sie Leiterin des Deutschen Zentrums für Integrations- und Migrationsforschung (DeZIM).
Seit 2017 war Foroutan als Visiting Researcher an verschiedenen US-amerikanischen Universitäten tätig, darunter am Havens Center for Social Justice an der University of Wisconsin-Madison, als DAAD Fellow an der Johns Hopkins University und zuletzt 2023 am BMW Center for German and European Studies der Georgetown University. 2025 verlieh ihr die Universität Lund die Ehrendoktorwürde für ihre wissenschaftliche Exzellenz in der Migrations- und Integrationsforschung.
Naika Foroutan ist verheiratet und hat drei Kinder.

## Schwerpunkte und Positionen
In der Zeit zwischen 2000 und 2007 arbeitete Naika Foroutan hauptsächlich zur Thematik des interzivilisatorischen Kulturdialogs. Seit 2008 liegt ihr Schwerpunkt im Themengebiet der Migrationsforschung und sie befasst sich mit Identitätsbildungsprozessen von Muslimen und Menschen mit muslimischem Migrationshintergrund in Deutschland. Mit ihrer Junited-Forschungsgruppe erhob sie repräsentative Daten zur Gesamtbevölkerung (Fallzahl 8100 mit Survey-Experimenten, bundesweit bzw. bundesländerspezifisch) und thematisierte Anerkennungs- und Ausgrenzungsdynamiken sowie wiederkehrende Narrative, Diskurselemente und Interpretationsmuster. Ein zentrales Ziel ihrer Arbeit ist eine Theorie des Postmigrantischen. Die bisherigen inhaltlichen Arbeiten in den Themenfeldern Hybridität und der kulturellen, ethnischen, religiösen und nationalen Narrative (Heymat und Junited) mündeten in einem neuen Feld, der postmigrantischen Gesellschaft.
2019 verglich Foroutan in einer Studie die Diskriminierungserfahrungen muslimischer Migranten und mit denen von Ostdeutschen. Die Journalistin Jana Hensel lobte Foroutans Studie in der Zeit. Der Spiegel-Kolumnist Jan Fleischhauer bezeichnete den Ansatz der Studie als Identitätspolitik, die sich auf beliebige weitere vermeintliche Opfergruppen ausweiten lasse. Das Portal Übermedien kritisierte die Studie als unausgewogen, da sie die Migrationserfahrungen von Menschen nichtdeutscher Herkunft in Ostdeutschland nicht berücksichtige. Der Artikel wies zudem darauf hin, dass Foroutan Hensels Publikationen zitiere. Die beiden traten wiederholt zusammen auf und veröffentlichten 2020 ein gemeinsames Buch im Aufbau-Verlag.

## Kontroverse zur Sarrazin-Debatte
Im September und Oktober 2010 formulierte Naika Foroutan ihre Einwände gegen das Buch Deutschland schafft sich ab von Thilo Sarrazin im Fernsehen, Radio und in Zeitungen.
Nach einem Talkshow-Auftritt zum Thema erhielt Foroutan verschiedene „Hass-Mails“, auf der Website Politically Incorrect wurde sie als „iranisches Barbie-Püppchen“ verhöhnt. In zusammengeschnittenen Videoclips wurden ihr inkonsistente relative und absolute Prozentangaben sowie unterschiedliche Zahlenangaben zu den Abiturquoten von Deutsch-Türken vorgeworfen, die sich daraus ergaben, dass Naika Foroutan einmal ohne nähere Erläuterung auch Fachabitur-Abschlüsse hinzugezählt hatte. In diesem Zusammenhang warf ihr der Soziologe und Publizist Gunnar Heinsohn vor, einzelne statistische Angaben hervorgehoben und andere nicht erwähnt zu haben, wobei er ihre Zahlen zum Bildungsaufstieg türkischer Migranten teilweise bestätigte. Konkret kritisierte Heinsohn eine „Unterschlagung“ der gestiegenen Sozialhilfequote unter Türkischstämmigen in Deutschland:

„Der Anteil unter den einreisenden Türken auf Sozialhilfe lag zu Beginn der Einwanderung bei weniger als einem Prozent. Das kann auch gar nicht anders sein, weil sie ja für offene Stellen angeworben wurden. 2008 allerdings liegt in Berlin der Anteil an Sozialgeldempfängern unter Türkischstämmigen laut Auskunft des ‚Deutschen Instituts für Wirtschaftsforschung‘ bei knapp fünfzig Prozent. Diese Verfünfzigfachung ist eine Steigerung um fünftausend Prozent. Nur weil sie dieses ungeheure Wachstum unterschlägt, kann Foroutan dann triumphierend nachsetzen: ‚Sarrazins Deutschland gibt es nicht.‘“

Im FAZ-Artikel vom 16. September 2010 antwortete Foroutan auf die Vorwürfe Heinsohns:

„Von einer Unterschlagung gar und einer Steigerung um 5000 Prozent der Sozialhilfequote bei Türken zu sprechen ist allerdings demagogisch. Vor allem, wenn Gunnar Heinsohn eine Bundesstatistik aus den sechziger Jahren der Vollbeschäftigung einer Länderstatistik nach Strukturwandel, Wiedervereinigung und Wirtschaftskrise gegenüberstellt. All dies hat den türkischstämmigen Menschen die Zugänge zum Arbeitsmarkt erschwert. Der mitschwingende Verweis auf die ‚Unproduktivität‘ dieser Gruppe, ihre ‚Kosten‘ für den deutschen Staat und ihre Inanspruchnahme der kostenlosen Bildung, welche trotzdem nicht zu gleich hoher Intelligenz führe, zeugt nicht nur von einem entwürdigenden Utilitarismus. Er täuscht auch darüber hinweg, dass der größte messbare volkswirtschaftliche Schaden, der Deutschland seit dem Zweiten Weltkrieg getroffen hat, nicht von der Gruppe ‚der Muslime‘ ausgeht – sondern vom Finanzsektor, dem seltsamerweise bislang niemand die Intelligenz abspricht.“

Auf der Homepage ihres Forschungsprojekts Heymat hat Foroutan unter dem Titel Dossier zur Sarrazin-Debatte 2010 die von ihr verwendeten Zahlen veröffentlicht. Unter dem Titel Sarrazins Thesen auf dem Prüfstand publizierte sie einen „empirischen Gegenentwurf zu Thilo Sarrazins Thesen zu Muslimen in Deutschland“ in Broschürenform.
Der FAZ-Journalist Jürgen Kaube kommentierte, die „Berliner Broschüre“ träfe durchaus „den amateurhaften Umgang mit Forschung bei Sarrazin“. Bezüglich der Gegenrechnung kritisierte er, die Forscher folgten einem „unverstandenen Zahlengestöber“ genau so wie Sarrazin, „mal treuherzig, mal strategisch, nur halt in der Gegenrichtung“. Die „Beziehung des Datensalats zur sozialen Wirklichkeit“ würde „nicht eine Sekunde reflektiert“. Kaube kam zu dem Fazit, man habe „nicht den Eindruck, als verstünden die Sarrazin-Überprüfer wesentlich mehr von Soziologie als Sarrazin selbst“.

## Auszeichnungen und Ehrungen
- 2005 Rave-Forschungspreis Auswärtige Kulturpolitik, verliehen vom Institut für Auslandsbeziehungen (ifa).
- 2006 Friedrich-Christoph-Dahlmann-Preis, verliehen durch die sozialwissenschaftliche Fakultät der Georg-August-Universität Göttingen für die beste Dissertation 2005.
- 2011 Auszeichnung als eine der „100 Frauen von morgen“ durch die Initiative Deutschland – Land der Ideen unter der Schirmherrschaft des Bundespräsidenten.[38]
- 2011 Berliner Integrationspreis, verliehen vom Landesbeirat für Integrations- und Migrationsfragen, für das öffentliche Eingreifen in die „Sarrazin-Debatte“ im Jahr 2010 und die Debatte über Integration in den Jahren 2010 und 2011.[39]
- 2012 Wissenschaftspreis der Fritz Behrens-Stiftung.[40]
- 2014 IDIZEM Dialogpreis des- „Interkulturellen Dialogzentrums München“ in der Kategorie „Akademiker“.[41]
- 2016 Höffmann-Wissenschaftspreis für Interkulturelle Kompetenz der Universität Vechta.[42]
- 2021 In Würdigung ihrer Leistungen als Wissenschaftlerin und Forscherin wurde ihr anlässlich der Wissensstadt Berlin 2021 im Rahmen der Ausstellung „Berlin – Hauptstadt der Wissenschaftlerinnen“ eine Ausstellungstafel gewidmet.[43][44]
- 2025 Ehrendoktorwürde der Universität Lund für ihre wissenschaftliche Exzellenz in der Migrations- und Integrationsforschung.[18]

## Mitgliedschaften
- Mitglied im wissenschaftlichen Beirat für das „Zentrum für Bildungsintegration. Diversity und Demokratie in Migrationsgesellschaften“ an der Universität Hildesheim
- Mitglied im Vorstand des Avicenna-Studienwerks
- Mitglied in der Vereinigung Deutscher Wissenschaftler (VDW)
- Mitglied im Kuratorium von „Aktion Sühnezeichen Friedenszeichen e. V.“
- Mitglied im Beirat von „Schule ohne Rassismus“
- Mitglied im Beirat des Projektes „ZuRecht – Die Polizei in der offenen Gesellschaft“
- Mitglied der SPD-Grundwertekommission

## Veröffentlichungen
Bücher
- Kulturdialoge zwischen dem Westen und der islamischen Welt. Eine Strategie zur Regulierung von Zivilisationskonflikten. Deutscher-Universitäts-Verlag, Göttingen 2004, ISBN 3-8244-4604-9.
- mit Marwan Abou-Taam, Jost Esser: Zwischen Konfrontation und Dialog. Der Islam als politische Größe. VS, Wiesbaden 2010.
- mit Christian Geulen, Susanne Illmer, Klaus Vogel, Susanne Wernsing: Das Phantom „Rasse“. Zur Geschichte und Wirkungsmacht von Rassismus. Böhlau, Köln 2018.
- mit Juliane Karakayali, Riem Spielhaus: Postmigrantische Perspektiven: Ordnungssysteme, Repräsentationen, Kritik. Campus, Frankfurt am Main 2018.
- Die postmigrantische Gesellschaft: Ein Versprechen der pluralen Demokratie. transcript, Bielefeld 2019.
- mit Jana Hensel: Die Gesellschaft der Anderen. Aufbau, Berlin 2020, ISBN 978-3-351-03811-3.
- Es wäre einmal Deutsch. Aufbau, Berlin, 2023, ISBN 978-3-96289-197-8.

Buchbeiträge
- Gemeinsame Identität im pluralen Deutschland. In: Sezgin, Hilal (Hrsg.): Manifest der Vielen. Berlin 2011, S. 140–143.
- Hybride Identitäten – Normalisierung, Konfliktfaktor und Ressource in postmigrantischen Gesellschaften. In: Heinz-Ulrich Brinkmann, Haci-Halil Uslucan (Hrsg.): Dabeisein und Dazugehören – Integration in Deutschland. Wiesbaden 2013, S. 85–102.
- Über das Migrantische hinaus – Leben in einer postmigrantischen Gesellschaft. In: Alexander Carius, Harald Welzer, André Wilkens (Hrsg.): Die offene Gesellschaft und ihre Freunde. Fischer, Frankfurt am Main 2016, S. 55–63.
- Postmigrantische Gesellschaften. In: Heinz Ulrich Brinkmann, Martina Sauer (Hrsg.): Einwanderungsgesellschaft Deutschland. 2016. S. 227–255.
- Ambivalent Germany. How to deal with migration, Muslims and democracy. In: Annette Jünemann, Nicolas Fromm, Nikolas Scherer (Hrsg.): Fortress Europe? Challenges and Failures of Migration and Asylum Policies. Springer VS, Wiesbaden 2017, S. 123–138.
- Die postmigrantische Perspektive: Aushandlungsprozesse in pluralen Gesellschaften. In: Marc Hill, Erol Yildiz (Hrsg.): Postmigrantische Visionen: Erfahrungen – Ideen – Reflexionen. transcript, Bielefeld 2018, S. 15–27.

Fachartikel und Studien
- Neue Deutsche, Postmigranten und Bindungs-Identitäten. Wer gehört zum neuen Deutschland? In: Aus Politik und Zeitgeschichte. 46–47, 2010, S. 9–15.
- mit Korinna Schäfer, Coşkun Canan, Benjamin Schwarze: Sarrazins Thesen auf dem Prüfstand. Ein empirischer Gegenentwurf zu Thilo Sarrazins Thesen zu Muslimen in Deutschland. Humboldt-Universität zu Berlin, 2011.
- Muslimbilder in Deutschland. Wahrnehmungen und Ausgrenzungen in der Integrationsdebatte. Expertise im Auftrag der Abteilung Wirtschafts- und Sozialpolitik der Friedrich-Ebert-Stiftung. Bonn 2012.
- mit Dorina Kalkum, Coşkun Canan, Benjamin Schwarze, Steffen Beigang: Deutschland postmigrantisch I. Gesellschaft, Religion, Identität – Erste Ergebnisse. Humboldt-Universität zu Berlin, Berlin 2014.
- mit Coşkun Canan: The Paradox of Equal Belonging of Muslims. In: Islamophobia Studies Journal. 3(2), 2016, S. 159–176.
- mit Daniel Kubiak: Ausgeschlossen und abgewertet: Muslime und Ostdeutsche. In: Blätter für neue deutsche und internationale Politik. 7, 2018, S. 93–102.
- mit Coşkun Canan, Mara Simon, Albrecht Hänig: Ostdeutschland postmigrantisch: Einstellungen der Bevölkerung Ostdeutschlands zu Musliminnen und Muslimen in Deutschland. Berliner Institut für empirische Integrations- und Migrationsforschung. Humboldt-Universität zu Berlin, 2018.
- mit Frank Kalter, Coşkun Canan, Mara Simon, Daniel Kubiak, Sabrina Zajak: Ost-Migrantische Analogien I: Konkurrenz um Anerkennung. DeZIM-Institut Berlin, 2019.
- mit Mehran Nassim, Jinan Jumaa Abi, Felicia Lazaridou, Andreas Heinz, Ulrike Kluge (2021): Spatiality of Social Stress Experienced by Refugee Women in Initial Reception Centers. In: Journal of International Migration and Integration, 1–25.
- mit Frank Kalter (2021): Race for second place? Explaining East-West differences in anti-Muslim sentiment in Germany. In: Frontiers in Sociology, section Race and Ethnicity.
- mit Ralf Wölfer (2022): Plurality Resistance: Effects on Intergroup Relations and the Mediating Role of Stereotypes. In: International Journal of Intercultural Relations, Vol. 87, 42–50.
- mit Frank Kalter (2024): How much integration is wanted? A vignette study on outgroup mobility threat (OMT) in Germany, In: Journal of Ethnic and Migration Studies, 50:1, 149–172.